# サリバン郡 (インディアナ州)
サリバン郡（英: Sullivan County）は、アメリカ合衆国インディアナ州の西部に位置する郡である。2010年国勢調査での人口は21,475人であり、2000年の21,751人から1.3％減少した。郡庁所在地はサリバン市（人口4,249人）であり、同郡で人口最大の都市でもある。1940年の国勢調査では、郡内にアメリカ合衆国の人口重心が存在した。
サリバン郡はテレホート大都市圏に属している。

## 歴史
1779年2月25日、ジョージ・ロジャース・クラーク大佐が、イギリスからビンセンズにあったサックビル砦を奪った。同年3月2日、ウォバッシュ川沿いポイントクーピーの西約6マイル (10 km) で、ビンセンズの50名の志願兵と3隻のボートを指揮していたレナード・ヘルム大尉が、40名の兵士と貴重な物資およびインディアンとの交易品を運んでいた7隻のボートによる補強船隊を捕獲した。この小さな水上戦により、ウォバッシュ・バレーにおけるイギリス軍の軍事力を完全に破壊した。
サリバン郡となった地域に最初の開拓地ができたのは1808年から1812年の間であり、シェイカーズと呼ばれる禁欲主義宗教集団によるものだった。400人いたこの集団はカーライルの西7マイル (11 km) の広さ1,300エーカー (5 km2) の土地を占有した。
1811年9月29日、ウィリアム・ハリソン将軍の軍隊がサリバン郡内のビッグスプリングスで最後の宿営を行った。ハリソンはベンジャミン・トルーマンの砦を作戦本部に使った。160名の竜騎兵、60名の騎馬ライフル銃兵を含む1,000名の部隊にとって、泉がわき出るこの場所は理想的な場所だった。あるケンタッキー州出身の兵士が仲間でやはりケンタッキー州出身のクラークを、事故か怨恨の喧嘩かで殺した。その死者はある丘の上に埋葬され、そこがマン・トルーマン墓地になった。ハリソン将軍とその部隊は北にウィー・インディアン・トレイルを進み、ハリソン砦を建設し、ティッペカヌーの戦いに向かっていった。
米英戦争の1812年9月にサリバン郡の西南西3マイル (5 km) 地点で戦闘が起こった。ビンセンズに近いノックス砦からテレホートのハリソン砦まで物資輸送を援護していたネイサン・フェアバンクス軍曹と10人余の兵士がインディアンに待ち伏せされ、その大半が殺された。
1815年、カーライルの町が設立された。
サリバン郡は1817年に設立された。郡名はダニエル・サリバンに因んで名付けられた。幾つかの史料に拠ると、サリバンはアメリカ独立戦争時の将軍であり、ビンセンズとケンタッキー州ルイビルの間で伝言を運ぶ間にインディアンに殺されたことになっている。
1819年から1842年まで郡庁所在地メロームに建てられた木造の初代郡庁舎が使われた。メロームは重要な川港であり、オールド・ハリソン・トレイルと呼ばれた駅馬車ルートの停車場になっていた。1811年にはウィリアム・ハリソンの部隊がティッペカヌーに向かう途中で、この近くで宿営した。
開拓者の中で開腹手術を受けたジェーン・トッドがサリバン郡に埋葬されている。トッドは1763年にバージニア州で生まれ、夫のトマス・クロウフォードと共に1805年にケンタッキー州グリーン郡に移った。トッドは腹部に大きな腫瘍ができ、ダンビルまで60マイル (100 km) の行程を馬で進み、それまでやられたことのなかった手術を依頼した。1809年12月25日、エフライム・マクドウェル医師がその家で最初の卵巣切開手術を行った。当時は麻酔薬も無いままで、手術は25分間続いた。ジェーン・トッドは完治し、数年後には息子で長老派教会の牧師であるトマスと共にグレイズビルに移り住んだ。トッドは1842年に78歳で死亡した。ダンビルにあるマクダウェル医師の家は修復され、外科の聖地になっている。
1853年、サリバンの町が設立され、郡庁所在地になった。
1862年、ユニオン・クリスチャン・カレッジが開校され、1924年までは大学予備学校とカレッジという位置づけだった。1936年にメローム研究所となり、田園部を豊かにするための機関となった。現在はユナイテッド・チャーチ・オブ・クライストが所有し、キャンプ場、会議場および療養施設として使われている。
南北戦争の間には、この戦争に対する感情の違いのために多くの暴力を伴う紛争が起こった。1864年7月14日、反戦民主党員だったジョン・ドレイクが地域社会のピクニックで撃たれ、致命傷を負った。
メロームで10日間にわたり宗教と教育の目的で開催されるシャトークアは、全国的に田園部に文化をもたらすために組織化されたものであり、コンサート、討論会、劇および講演が行われる。ここではキャリー・ネイション、ウィリアム・ジェニングス・ブライアン、ウィリアム・タフト、ウォレン・ハーディング、ビリー・サンデイが講演を行った。
1968年、サリバン郡パーク・アンド・レイクが設立された。ここには広さ468エーカー (1.9 km2) の貯水池があり、水泳、ボート遊び、釣りができる。この湖にはクラッピー、雑種のソージェイ、バス、ブルーギル、ブチナマズなどの魚がいる。水上スキーも人気がある。広さ400エーカー (1.6 km2) のキャンプ場や9ホールのゴルフ場もある。キャンプ場には昔ながらのキャンプ場から現代的な自動車キャンプ場まである。
郡とその周辺では中部標準時に移行する動きがある。

## 地理
アメリカ合衆国国勢調査局に拠れば、郡域全面積は454.12平方マイル (1,176.2 km2)であり、このうち陸地447.14平方マイル (1,158.1 km2)、水域は6.97平方マイル (18.1 km2)で水域率は1.53％である。

### 交通

#### 主要高規格道路
- アメリカ国道150号線
- インディアナ州道48号線
- インディアナ州道54号線
- インディアナ州道58号線
- インディアナ州道63号線
- インディアナ州道154号線
- インディアナ州道159号線

#### 空港
郡内には公共用途空港であるサリバン郡空港がある。

### 隣接する郡
- ビーゴ郡 - 北
- クレイ郡 - 北東
- グリーン郡 - 東
- ノックス郡 - 南
- クロウフォード郡 (イリノイ州) - 西
- クラーク郡 (イリノイ州) - 北西

## 気候と気象
近年、郡庁所在地であるサリバン市の平均気温は1月の18°F (-8 ℃) から7月の85°F (29 ℃) まで変化している。過去最低気温は1994年1月に記録された-33°F (-36 ℃) であり、過去最高気温は1999年7月に記録された98°F (37 ℃) である。月間降水量は2月の2.58インチ (66 mm) から7月の4.69インチ (119 mm) まで変化している。

## 郡政府
郡政府は憲法による政体であり、インディアナ州憲法とインディアナ州法典によって特別の権力を認められている。

### 郡政委員会
郡政委員会は郡政府の立法府であり、郡の歳出や歳入を管理している。委員は郡内の選挙区から選出され、任期は4年間である。給与、年間予算、特別支出を設定する責任がある。郡レベルで所得税や資産税、消費税、サービス税を課する限定付き権限があるが、所得税と資産税は州の承認を要する。

### 行政委員会
行政委員会は郡政府の行政府である。委員は郡全体を選挙区に選出され、任期は4年間で2年毎に半数が改選される。委員の一人、通常は最も経験のある者が議長になる。行政委員会は郡政委員会が決めた法を実行し、税金を集め、郡政府の日々の機能を管理する責任がある。

### 郡裁判所
郡は幾らかの民事訴訟を扱うことのできる小規模裁判所を維持している。判事は4年間任期で選出され、インディアナ州法廷弁護士協会の会員でなければならない。判事を補助するのがコンスタブルと呼ばれる法執行官であり、やはり4年間任期で選出される。特定の事件における判決に対しては、州レベルの巡回裁判所に控訴できる。

### 郡政府役人
上記以外に、保安官、検視官、監査官、財務官、登記官、測量士および巡回裁判所事務官が選挙で選ばれている。任期は4年間であり、郡政府の異なる部門を監督している。郡政府に選ばれる役人は支持政党を公にすることが求めら、また郡の住人でなければならない。

## 人口動態
以下は2000年の国勢調査による人口統計データである。
| 基礎データ - 人口: 21,751人 - 世帯数: 7,819 世帯 - 家族数: 5,574 家族 - 人口密度: 19人/km2（49人/mi2） - 住居数: 8,804軒 - 住居密度: 8軒/km2（20軒/mi2） 人種別人口構成 - 白人: 94.11% - アフリカン・アメリカン: 4.27% - ネイティブ・アメリカン: 0.31% - アジア人: 0.13% - 太平洋諸島系: 0.02% - その他の人種: 0.33% - 混血: 0.84% - ヒスパニック・ラテン系: 0.82% 先祖による構成 - アメリカ人：25.4％ - ドイツ系：18.1％ - イギリス系：16.8％ - アイルランド系：9.7％ | 年齢別人口構成 - 18歳未満: 22.6% - 18-24歳: 9.4% - 25-44歳: 30.5% - 45-64歳: 23.5% - 65歳以上: 14.1% - 年齢の中央値: 37歳 - 性比（女性100人あたり男性の人口） - 総人口: 115.2 - 18歳以上: 116.3 世帯と家族（対世帯数） - 18歳未満の子供がいる: 31.9% - 結婚・同居している夫婦: 58.1% - 未婚・離婚・死別女性が世帯主: 9.3% - 非家族世帯: 28.7% - 単身世帯: 25.3% - 65歳以上の老人1人暮らし: 13.1% - 平均構成人数 - 世帯: 2.49人 - 家族: 2.96人 収入と家計 - 収入の中央値 - 世帯: 32,976米ドル - 家族: 39,290米ドル - 性別 - 男性: 30,207米ドル - 女性: 20,790米ドル - 人口1人あたり収入: 16,234米ドル - 貧困線以下 - 対人口: 10.9% - 対家族数: 8.5% - 18歳未満: 13.4% - 65歳以上: 9.0% |

## 郡区
サリバン郡は下記9つの郡区に分割されている。
| - カス - カリー - フェアバンクス | - ジル - ハッドン - ハミルトン | - ジャクソン - ジェファーソン - ターマン |

## 都市と町
| - カーライル - ダガー - ファーマーズバーグ | - ハイミラ - メローム | - シェルバーン - サリバン - 郡庁所在地 |

### 未編入の町
| - カス - フェアバンクス - グレイズビル | - ジャクソンヒル - ニューレバノン - パクストン | - プレザントビル - リバートン - スコットシティ |

## 経済
最近ピーボディ・エネルギー会社が2010年下期に郡内のベアラン鉱山から生産を始めると宣言した。ベアラン鉱山はアメリカ合衆国東部では最大の露天掘り鉱山であり、年間1,200万トンの石炭を出荷できると期待されている。2012年4月時点の従業員は500人以上であり、今後数年間で700人規模になることが期待されている。

## 教育
郡内の公共教育はサウスウェストとノースウェストの2つの学校法人が管轄している。サウスウェストではサリバン市のサリバン高校、ノースウェストではファーマーズバーグのノースセントラル高校と、ダガーのユニオン高校を運営している。元はメロームにユニオン・クリスチャン・カレッジがあった。